# Сиксу, Элен
Элен Сиксу (фр. Hélène Cixous; IPA: [elɛn siksu]; родилась 5 июня 1937 года) — французская постструктуралистка, писательница и литературный критик, теоретик феминистского литературоведения. Авторству Сиксу принадлежит концепция «женского письма» (écriture féminine).
Элен Сиксу имеет почетные степени Университета Куинс и Альбертского университета в Канаде; Университетского колледжа Дублина в Ирландии; Университета Йорка и Университетского колледжа Лондона в Великобритании; Джорджтаунского университета, Северо-Западного университета и Висконсинского университета в Мадисоне в США. В 2008 году она была назначена на должность A.D. White Professor-at-Large в Корнеллском университете и занимала её до июня 2014 года.

## Жизнь и карьера

### Академическая карьера
Сиксу получила степень агреже по английскому языку в 1959 году и степень доктора наук в 1968 году. Её областью научных интересов в то время была английская литература и произведения Джеймса Джойса. Сиксу стала ассистентом в Университете Бордо в 1962 году, была старшим преподавателем в Сорбонне с 1965 по 1967 год, а в 1967 году была назначена на должность лектора в Университет Париж X — Нантер.
В 1968 году, после студенческих беспорядков, Сиксу было поручено основать Университет Париж 8, «созданный, чтобы служить альтернативой традиционной французской академической среде». В 1974 году она основала первый в Европе университетский центр для женских исследований. Сейчас Элен Сиксу преподаёт в Университете Париж 8 и Европейской аспирантуре в Зас-Фе, Швейцария.

### Публикации
В 1968 году Сиксу опубликовала докторскую диссертацию L’Exil de James Joyce ou l’Art du remplacement, а в следующем году она опубликовала свой первый роман Dedans (Внутри), полуавтобиографическую работу, за которую получила Премию Медичи.
Авторству Сиксу принадлежат двадцать три сборника стихотворений, несколько пьес и романов, множество научных и философских публикаций. Представляя Элен Сиксу перед её выступлением на Лекции имени Рене Уэллека, впоследствии опубликованного как Three Steps on the Ladder of Writing, Жак Деррида назвал её величайшим из ныне живущих французских писателей. Сиксу написала книгу о Деррида под названием Portrait de Jacques Derrida en jeune saint juif («Портрет Жака Деррида как молодого еврейского святого»). Её прочтение Деррида находит дополнительные уровни значения на фонемном, а не на строго лексическом уровне языка. Помимо Деррида и Джойса, она написала монографии о творчестве бразильской писательницы Клариси Лиспектор, о Морисе Бланшо, Франце Кафке, Генрихе фон Клейсте, Мишеле де Монтене, Ингеборге Бахманн, Томасе Бернхарде и русской поэтессе Марине Цветаевой. Сиксу также является автором эссе о художниках, в том числе о Симоне Антай, Пьере Алешинском и Аделе Абдесемеде, которому она посвятила две книги.
Вместе с Люс Иригарей и Юлией Кристевой, Сиксу считается одной из матерей постструктуралистской феминистской теории. В 1970-х Сиксу начала писать о связи между сексуальностью и языком. Как и другие постструктуралистские феминистские теоретики, Сиксу считает, что наша сексуальность напрямую связана с тем, как мы общаемся в обществе. В 1975 году Сиксу опубликовала свою ключевую статью «Le rire de la méduse» («Смех Медузы»), которая была переведена на английский язык Полой Коэн и Китом Коэном и выпущена в 1976 году.

### Национальная библиотека Франции
В 2000 году в Национальной библиотеке Франции была создана коллекция работ Элен Сиксу после того, как она пожертвовала все свои рукописи, опубликованные на тот момент. Затем они были представлены на выставке «Brouillons d'écrivains», проходившей там в 2001 году.

### Фильм
Режиссёр Оливье Морель снял фильм Ever, Rêve, Hélène Cixous, повествующий об Элен Сиксу (Франция, США, 2018).

### Личная жизнь
Сиксу родилась в Оране, Французский Алжир, в еврейской семье: мать Ева Сиксу, урождённой Кляйн (1910—2013) и отец Жорж Сиксу (1909—1948). Жорж Сиксу, врач, написавший диссертацию по туберкулезу, умер от этой болезни в 1948 году. Ева Сиксу стала акушеркой после его смерти и до её изгнания из Алжира вместе с последними французскими врачами и акушерками в 1971 году. Брат Пьер, студент-медик и сторонник независимости Алжира, был приговорен к смертной казни в 1961 году Организацией Armée Secrète и присоединился к Сиксу в Бордо.
После провозглашения независимости Алжира в 1962 году, её мать и брат вернулись на родину, были арестованы, и Сиксу добивалась их освобождения с помощью адвоката Ахмеда Бен Беллы.
Сиксу вышла замуж за Гая Берже в 1955 году, у неё трое детей: Анн-Эммануэль (р. 1958), Стефан (1960—1961) и Пьер-Франсуа (р. 1961). Сиксу и Берже развелись в 1964 году.

## Оказавшие влияние
Наиболее всего на произведения Элен Сиксу повлияли Жак Деррида, Зигмунд Фрейд, Жак Лакан и Артур Рембо.

### Зигмунд Фрейд
Психоанализ Зигмунда Фрейда установил первоначальные теории, которые служили основой для некоторых аргументов Сиксу в психологии развития. Элен Сиксу особенно критиковала анализ гендерных ролей и сексуальной идентичности Зигмунда Фрейда, итогом которого стали отдельные пути развития мальчиков и девочек через Эдипов комплекс.

### Жак Деррида
Современники, друзья на всю жизнь и интеллектуалы, Жак Деррида и Сиксу, выросли как французские евреи в Алжире и разделяли «принадлежность, состоящую из отчуждения и непринадлежности». Оба не алжирцы, отвергнуты Францией, их принадлежность к евреям скрыта или ассимилирована. "Иудаизм, скрытый в католицизме, — это один из примеров неразрешимости идентичности, которая повлияла на философа, которого Сиксу называет «еврейским святым». Её книга «Портрет Жака Дерриды как молодого еврейского святого» посвящена этим вопросам.
Через деконструкцию Деррида использовал термин логоцентризм (который не был его изобретением). Эта концепция объясняет, как язык опирается на иерархическую систему, в которой центральный элемент текста ставится выше остальных, хотя его может и не быть вовсе. Идея бинарной оппозиции важна для позиции Сиксу по языку.
Сиксу и Люс Иригарей объединили логоцентрическую идею Дерриды и символ желания Лакана, создав термин фаллогоцентризм. Этот термин фокусируется на социальной структуре речи Деррида и бинарной оппозиции в качестве исходного центра языка, с фаллическим как привилегированным и тем, что женщина определяется через то, чего у неё нет; не A против B, но скорее A против ¬A (не-A).
Во время диалога между Деррида и Сиксу Деррида сказал о ней: «Тексты Элен переводятся по всему миру, но они остаются непереводимыми. Мы два французских писателя, которые культивируют странные отношения или странно знакомые отношения с французским языком — одновременно самые переводимые и наиболее непереводимые, чем большинство французских авторов. Мы более укоренены во французском языке, чем те, кто имеет исконные корни в этой культуре и этой земле».

## «Смех Медузы»
Критическое феминистское эссе Сиксу «Смех Медузы», первоначально написанное на французском языке как «Le Rire de la Méduse» в 1975 году, было (после того, как она исправила его) переведено на английский язык Полой Коэн и Китом Коэном в 1976 году. В эссе Сиксу ставит ультиматум: женщины могут либо читать, но выбрать остаться в ловушке своего тела из-за языка, который не позволяет им выражать себя, либо они могут использовать тело как способ коммуникации. Она описывает стиль письма Écriture feminine, который, по её словам, пытается выйти за пределы разговорных правил, существующих в патриархальной системе. Она утверждает, что Écriture feminine позволяет женщинам удовлетворять свои потребности, создавая нарративы о себе и своей идентичности. Этот текст находится в истории феминистских разговоров, которые разделяли женщин с точки зрения их пола и женщин с точки зрения авторства. «Смех Медузы» призывает женщин использовать письмо и тело в качестве источников силы и вдохновения. Сиксу использует термин «логика антилюбви», чтобы описать своё понимание систематического угнетения женщин патриархальной системой. Она определяет «логику антилюбви» как ту ненависть по отношению к самим себе, которую переживают женщины. Сиксус призывает женщин сосредоточиться на индивидуальности, особенно на индивидуальности тела, и писать, чтобы переопределить самоидентификацию в контексте женской истории и повествования. В эссе содержится мысль о том, что письмо — это инструмент, который женщины должны использовать, чтобы получить свободу, которой они исторически были лишены.
«Смех Медузы» — это увещевание и призыв к «женскому методу» письма, который Сиксу называет «белыми чернилами» и «écriture féminine». Она создает текст, используя элементы этого метода, и наполняет его литературными аллюзиями. Сиксу учит женщин использовать письмо как средство власти. Она исследует, как женское тело тесно связано с женским авторством. Сиксу призывает женщин писать и обращается к ним напрямую, используя множество прямых разговорных высказываний, таких как «Писать для себя, ты для себя; твое тело — твое, возьми его». Она множество раз повторяет мысль, что женщины должны писать для себя, и утверждает, что их тела уничтожают разрыв между телесностью женского тела и их авторством, таким образом бросая вызов различиям между теорией и практикой, расширяя феминистскую риторическую традицию. «Смех Медузы» также является критикой логоцентризма и фаллогоцентризма, потому что он лишает приоритета маскулинную форму разума, традиционно связанную с риторикой, что имеет много общего с более ранней мыслью Жака Деррида. Эссе также призывает к признанию универсальной бисексуальности, являясь предшественником более поздних работ в квир-теории, и отвергает многие виды эссенциализма, которые все ещё были распространены в англо-американском феминизме в то время.

### Проза и поэзия
- Le Prénom de Dieu, Grasset, 1967.
- Dedans, Grasset, 1969.
- Le Troisième Corps, Grasset, 1970.
- Les Commencements, Grasset, 1970.
- Un vrai jardin, L’Herne, 1971.
- Neutre, Grasset, 1972.
- Tombe, Le Seuil, 1973.
- Portrait du Soleil, Denoël, 1973.
- Révolutions pour plus d’un Faust, Le Seuil, 1975.
- Souffles, Des femmes, 1975.
- La, Gallimard, 1976.
- Partie, Des femmes, 1976.
- Angst, Des femmes, 1977.
- Préparatifs de noces au-delà de l’abîme, Des femmes, 1978.
- Vivre l’orange, Des femmes, 1979.
- Ananké, Des femmes, 1979.
- Illa, Des femmes, 1980.
- With ou l’Art de l’innocence, Des femmes, 1981.
- Limonade tout était si infini, Des femmes, 1982.
- Le Livre de Promethea, Gallimard, 1983.
- La Bataille d’Arcachon, Laval, Québec, 1986.
- Manne, Des femmes, 1988.
- Jours de l’an, Des femmes, 1990.
- L’Ange au secret, Des femmes, 1991.
- Déluge, Des femmes, 1992.
- Beethoven à jamais, ou l'éxistence de Dieu, Des femmes, 1993.
- La Fiancée juive, Des femmes, 1994.
- OR. Les lettres de mon père, Des femmes, 1997.
- Voiles (with Jacques Derrida), Galilée, 1998.
- Osnabrück, Des femmes, 1999.
- Les Rêveries de la femme sauvage. Scènes primitives, Galilée, 2000.
- Le Jour où je n'étais pas là, Galilée, 2000.
- Benjamin à Montaigne. Il ne faut pas le dire, Galilée, 2001.
- Manhattan. Lettres de la préhistoire, Galilée, 2002.
- Rêve je te dis, Galilée, 2003.
- L’Amour du loup et autres remords, Galilée, 2003.
- Tours promises, Galilée, 2004.
- L’amour même dans la boîte aux lettres, Galilée, 2005.
- Hyperrêve, Galilée, 2006.
- Si près, Galilée, 2007.
- Cigüe : vieilles femmes en fleurs, Galilée, 2008.
- Philippines : prédelles , Galilée, 2009.
- Ève s'évade : la ruine et la vie, Galilée, 2009.
- Double Oubli de l’Orang-Outang, Galilée, 2010

### Театр
- La Pupulle, Cahiers Renaud-Barrault, Gallimard, 1971.
- Portrait de Dora, Des femmes, 1976.
- Le Nom d’Oedipe. Chant du corps interdit, Des femmes, 1978.
- La Prise de l'école de Madhubaï, Avant-scène du Théâtre, 1984.
- L’Histoire terrible mais inachevée de Norodom Sihanouk, roi du Cambodge, Théâtre du Soleil, 1985.
- Théâtre, Des femmes, 1986.
- L’Indiade, ou l’Inde de leurs rêves, Théâtre du Soleil, 1987.
- On ne part pas, on ne revient pas, Des femmes, 1991.
- Les Euménides d’Eschyle (traduction), Théâtre du Soleil, 1992.
- L’Histoire (qu’on ne connaîtra jamais), Des femmes, 1994.
- Voile Noire Voile Blanche / Black Sail White Sail (двуязычное издание), перевод Кэтрин А. Ф. Макгилливрей, New Literary History 25, 2 (Spring), Minnesota University Press, 1994.
- La Ville parjure ou le Réveil des Érinyes, Théâtre du Soleil, 1994.
- Jokasta, libretto to the opera of Ruth Schönthal, 1997.
- Tambours sur la digue, Théâtre du Soleil, 1999.
- Rouen, la Trentième Nuit de Mai '31, Galilée, 2001.
- Le Dernier Caravansérail, Théâtre du Soleil, 2003.
- Les Naufragés du Fol Espoir, Théâtre du Soleil, 2010.

### Публицистика и литературная критика
- L’Exil de James Joyce ou l’Art du remplacement (докторская диссертация), Grasset, 1969.
- Prénoms de personne, Le Seuil, 1974.
- The Exile of James Joyce or the Art of Replacement (перевод L’exil de James Joyce ou l’Art du remplacement, выполненный Салли Перселл). New York: David Lewis, 1980.
- Un K. Incompréhensible : Pierre Goldman, Christian Bourgois, 1975.
- La Jeune Née, with Catherine Clément, 10/18, 1975.
- La Venue à l'écriture, with Madeleine Gagnon and Annie Leclerc, 10/18, 1977.
- Entre l'écriture, Des femmes, 1986.
- L’Heure de Clarice Lispector, Des femmes, 1989.
- Photos de racines, with Mireille Calle-Gruber, Des femmes, 1994.
- Portrait de Jacques Derrida en Jeune Saint Juif, Galilée, 2001.
- Rencontre terrestre, with Frédéric-Yves Jeannet, Galilée, 2005.
- Le Tablier de Simon Hantaï, 2005.
- Insister. À Jacques Derrida, Galilée, 2006.
- Le Voisin de zéro : Sam Beckett, Galilée, 2007

На русском языке
- Сиксу Э. Хохот Медузы // Введение в гендерные исследования Ч. II: Хрестоматия / пер. с англ.  О. Липавекой. — Харьков—СПб.: ХЦГИ—Алетейя, 2001. — С. 799—821. — ISBN 5-89329-422-Х.